# Nathan Hales
Nathan Hales (* 16. Juni 1996 in Chatham) ist ein britischer Sportschütze.

## Erfolge
Nathan Hales erzielte seinen ersten großen internationalen Erfolg bei den Weltmeisterschaften 2019 in Lonato del Garda, als er im Mannschaftswettkampf den dritten Platz belegte. 2022 wurde er in Osijek mit Matthew Coward-Holley und Aaron Heading im Mannschaftswettbewerb Weltmeister. Darüber hinaus wurde er im Einzel sowie im Mixed mit Lucy Hall Vizeweltmeister. Im selben Jahr gewann er bei den Europameisterschaften in Larnaka sowohl im Einzel als auch mit der Mannschaft Bronze. Mit der Mannschaft sicherte er sich ein Jahr darauf bei den Europameisterschaften in Osijek den Titelgewinn. Mit Lucy Hall schloss er außerdem die Mixedkonkurrenz auf dem dritten Platz ab. Ins Jahr 2024 startete Hales mit dem Gewinn der Silbermedaille im Mannschaftswettkampf bei den Europameisterschaften in Lonato.
Bei den Olympischen Spielen 2024 in Paris erreichte Hales im Einzel in der Qualifikation 123 Punkte, sodass er als zweitplatzierter Schütze ins Finale einzog. Dort erreichte er die beiden letzten Durchgänge, in denen er gegen den Chinesen Qi Ying um den Olympiasieg schoss. Hales ging mit drei Treffern Vorsprung in diese beiden Durchgänge und vergrößerte diesen nochmals bis zum Wettkampfende. Er gewann die Goldmedaille mit 48 Treffern, während Qi mit 44 Treffern die Silbermedaille erhielt. Bronze ging an Jean Pierre Brol, der mit 35 Treffern nach vier Durchgängen ausschied.